# Hanns Eisler
Hanns Eisler (Leipzig, Duitse Keizerrijk, 6 juli 1898 – Oost-Berlijn, Duitse Democratische Republiek, 6 september 1962) was een Duitse en Oostenrijkse componist.

## Levensloop
Eisler werd in Leipzig geboren. Zijn vader was de Oostenrijkse filosoof Rudolf Eisler. Rudolf Eisler was Joods, zijn vrouw Lutheraans. Het gezin verhuisde in 1901 naar Wenen. Tijdens de Eerste Wereldoorlog diende Eisler als frontsoldaat in het leger van Oostenrijk-Hongarije waarbij hij meerdere malen gewond raakte. Teruggekeerd in Wenen na de Oostenrijkse nederlaag, studeerde hij van 1919 tot 1923 bij Arnold Schönberg. Hij was de eerste leerling van Schönberg die gebruikmaakte van de twaalftoons- of atonale compositietechniek.
In 1925 verhuisde Eisler naar Berlijn - op dat moment een broedplaats van experimentele vormen van muziek, theater, film, kunst en politiek. Hij voelde zich er aangetrokken tot de communistische partij, waar hij evenwel nooit lid van werd. Zijn muziek werd steeds meer doortrokken van politieke thema's en, tot ongenoegen van Schönberg, in een meer 'populaire' stijl met jazz- en cabaretinvloeden. Tezelfdertijd raakte hij bevriend met Bertolt Brecht, die zich omstreeks dezelfde tijd eveneens tot het Marxisme had bekeerd. De samenwerking tussen de twee kunstenaars zou Brechts gehele leven voortduren. Eisler schreef de muziek voor verschillende van Brechts theaterstukken, waaronder Maßnahme (1933), Die Mutter (1932) en Schweyk im Zweiten Weltkrieg (1944). Zij werkten ook samen bij het schrijven van protestliederen die een rol speelden tijdens de politieke onrust in laatste jaren van de Weimarrepubliek. Hun Solidariteitslied werd een geliefd strijdlied bij demonstraties en protestbijeenkomsten in heel Europa.
Na 1933 werd het werk van Eisler en Brecht door het nazibewind in de ban gedaan. Hij zocht zijn toevlucht in de Verenigde Staten waar hij na vele omzwervingen door Europa terechtkwam. In Los Angeles waar hij zich kort voor het begin van de Tweede Wereldoorlog vestigde, schreef hij de muziek voor verschillende Hollywood-films. In kamermuziek en koorwerken die hij in deze tijd componeerde, bediende hij zich weer van de twaalftoonstechniek die hij in Berlijn achter zich had gelaten.
Eislers veelbelovende Amerikaanse carrière werd onderbroken door de Koude Oorlog. Hij werd als een van de eerste kunstenaars op de 'Hollywood Blacklist' geplaatst door de bazen van de filmstudio's. Tijdens ondervragingen door de Commissie voor on-Amerikaanse Activiteiten van het Huis van Afgevaardigden werd hij "the Karl Marx of music" en de belangrijkste Sovjet-agent in Hollywood genoemd. Een van de personen die tegen hem getuigden was zijn zus Ruth. Zij noemde Eisler een communist "in de filosofische zin". Vrienden van Eisler, onder wie Charles Chaplin, Igor Stravinsky, Aaron Copland en Leonard Bernstein, organiseerden benefietconcerten om zijn verdediging te bekostigen. Desondanks werd hij in 1948 uit de VS gezet.
Eisler keerde terug naar Duitsland en vestigde zich in Oost-Berlijn. Hij componeerde er het Oost-Duitse volkslied "Auferstanden aus Ruinen". Daarnaast schreef hij een cyclus van cabaret-achtige liederen op satirische gedichten van Kurt Tucholsky en begeleidende muziek voor theater, film en televisie. Zijn meest ambitieuze project uit die tijd, een moderne opera naar het thema van Faust, werd bekritiseerd door de communistische censuur en daarom nooit voltooid. Minder dan vijf jaar na zijn verbanning moest hij, ironisch genoeg, opnieuw getuigen op hoorzittingen naar aanleiding van de twijfel aan zijn politieke loyaliteit. Ondanks dat hij bleef componeren en les gaf aan het Oost-Berlijnse conservatorium, groeide de kloof tussen Eisler en de culturele autoriteiten van Oost-Duitsland in de laatste tien jaar van zijn leven.

## Laatste jaren
Eisler kwam de dood in 1956 van Bertolt Brecht nooit helemaal te boven. Hij ging in de laatste jaren gebukt onder depressies en slechte gezondheid. Hij overleed in Oost-Berlijn en is vlak bij Brecht begraven op het Dorotheenstadt-kerkhof.

## Privé
Eisler was sinds 7 december 1937 getrouwd met de uit Hongarije afkomstige Louise Gosztonyi von Abalehota (1906-1998).
Het Brussels Brecht-Eislerkoor is (mede) naar hem vernoemd.